# William J. Holloway
William Judson Holloway, född 15 december 1888 i Arkadelphia, Arkansas, död 28 januari 1970 i Oklahoma City, var en amerikansk demokratisk politiker. Han var den åttonde guvernören i delstaten Oklahoma 1929–1931.
Holloway var son till en baptistpastor. Han studerade vid Ouachita Baptist College (numera Ouachita Baptist University), University of Chicago och Cumberland School of Law. Han var åklagare för Choctaw County 1916–1918. Han blev sedan invald i Oklahomas senat där han avancerade till tillförordnad talman. Han var Oklahomas viceguvernör 1927–1929. När guvernör Henry S. Johnston i mars 1929 avsattes, tillträdde Holloway som guvernör. Det var andra gången i Oklahomas historia som delstatens guvernör blev avsatt.
Efter tiden som guvernör arbetade Holloway som advokat i Oklahoma City. Holloway avled 1970 och gravsattes på Rose Hill Burial Park i Oklahomas City.